# Sint-Gertrudiskerk (Sint Geertruid)
De Sint-Gertrudiskerk is een kerkgebouw in Sint Geertruid in de Nederlands Zuid-Limburgse gemeente Eijsden-Margraten. Om het kerkgebouw ligt het kerkhof. De kerk en het kerkhof liggen op een kerkheuvel die wordt omgeven door een bakstenen muur. Ze ligt aan de rand van het dorp aan de doorgaande weg van Mheer en Herkenrade naar Eckelrade en Gronsveld. Bij de kerk komen de Dorpstraat en de weg naar Moerslag/Eijsden langs het Savelsbos uit op deze doorgaande weg.
De kerk is gewijd aan Gertrudis van Nijvel en is een rijksmonument.

## Geschiedenis
De eerste kerk stamt uit de 11e eeuw. Van dit gebouw zijn er nog enkele muurresten bewaard gebleven. Rond 1300 is de westtoren opgetrokken in mergelsteen. Een eeuw later werd het huidige schip met het gotische koor gebouwd. De zijbeuken werden in de 15e eeuw toegevoegd en in de 16e eeuw werd de scheefgebouwde grafkapel van de heren van Libeek opgetrokken aan de zuidoostzijde van het gebouw. In 1619 werd aan de zuidkant van de toren de doopkapel gebouwd.
In 1700 ontstond er een hallenkerk doordat de zijbeuken verhoogd werden. Tevens kwam toen de huidige, met leigedekte kap tot stand.

### Renovatie en restauratie
In 1836 werd het gebouw gerenoveerd en kwam er een ingang in de westtoren. In 1956-1957 werd het gebouw gerestaureerd, waarbij het interieur ontpleisterd werd en gedekt werd door een vlak balkenplafond. In 1988 vond er opnieuw een grote renovatie plaats.

## Opbouw
Het gebouw is geheel opgetrokken uit mergel en bestaat uit een vlakopgaande westtoren met ingesnoerde spits, een driebeukig schip en een driezijdig gesloten koor. Ze heeft romaanse, gotische en classicistische kenmerken.
In de grafkapel bevindt zich een stucplafond uit 1717 met de alliantiewapens van de Heren van Libeek. Er is een renaissance zijaltaar uit 1644. Dit bevat een schilderij dat de verering van de Madonna voorstelt. Ook bevat de kerk enkele oude beelden, en wel een gepolychromeerd beeld van Sint-Eligius uit 1589, en de Heilige Johannes de Evangelist uit 1500. Verder een 15e-eeuwse Sint-Anna te Drieën; twee beelden van Sint-Gertrudis, uit de 16e en de 17e eeuw; een 16e-eeuws kruisbeeld; een drieluik uit 1600 met de geboorte van de Heilige Johannes, Sint-Jacob, en Sint-Catharina.

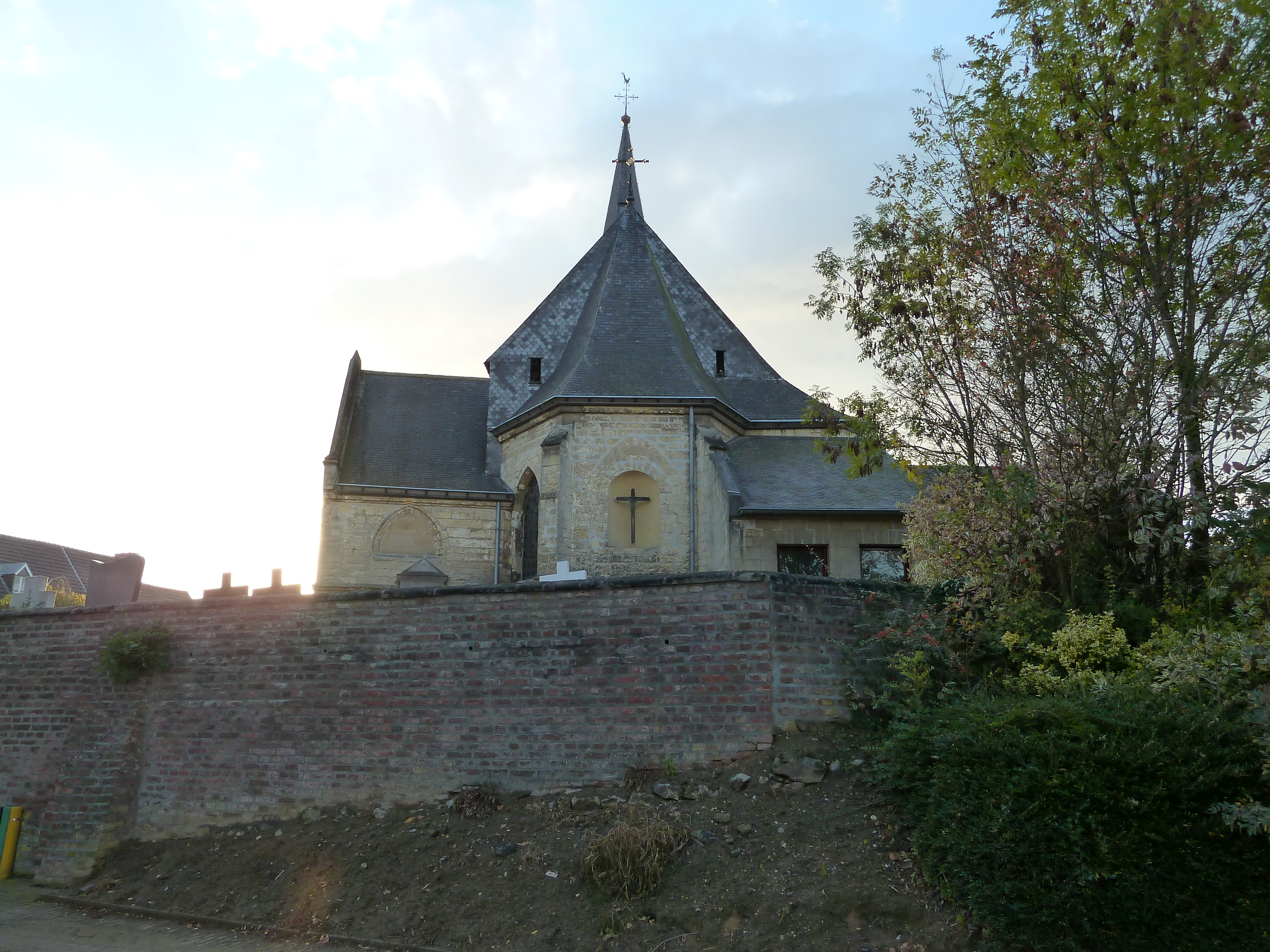
Oostzijde
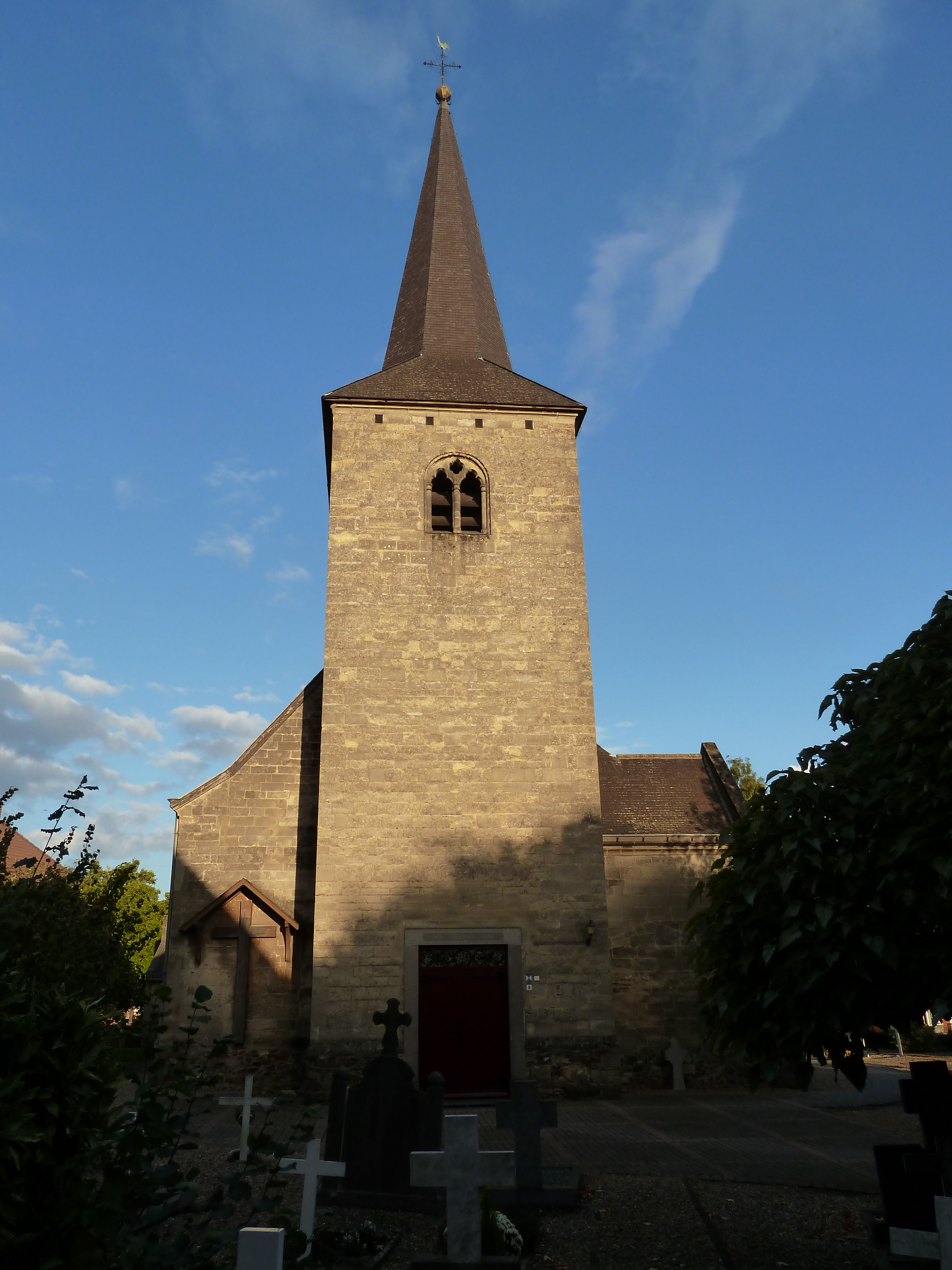
Westzijde
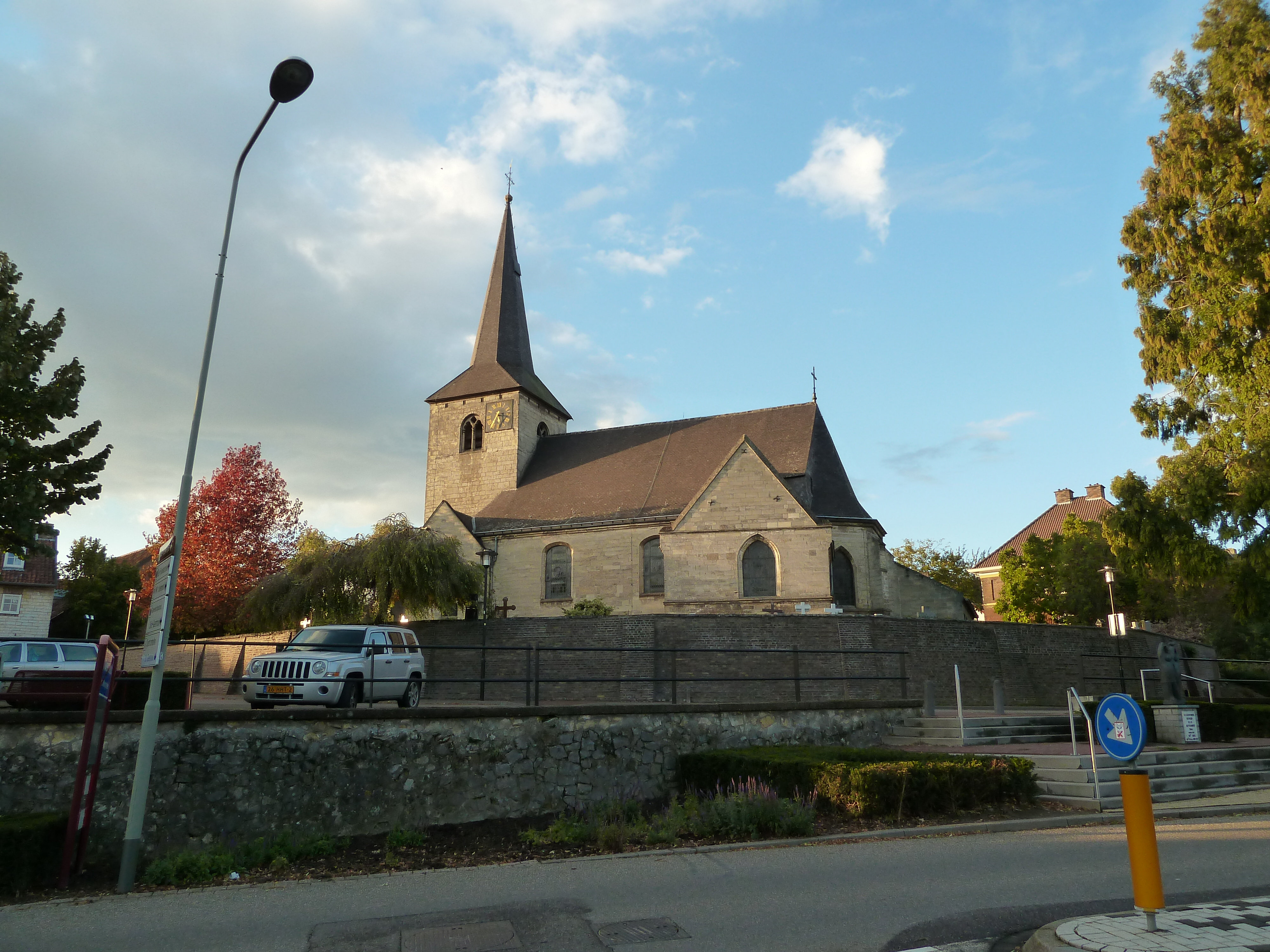
Op de heuvel
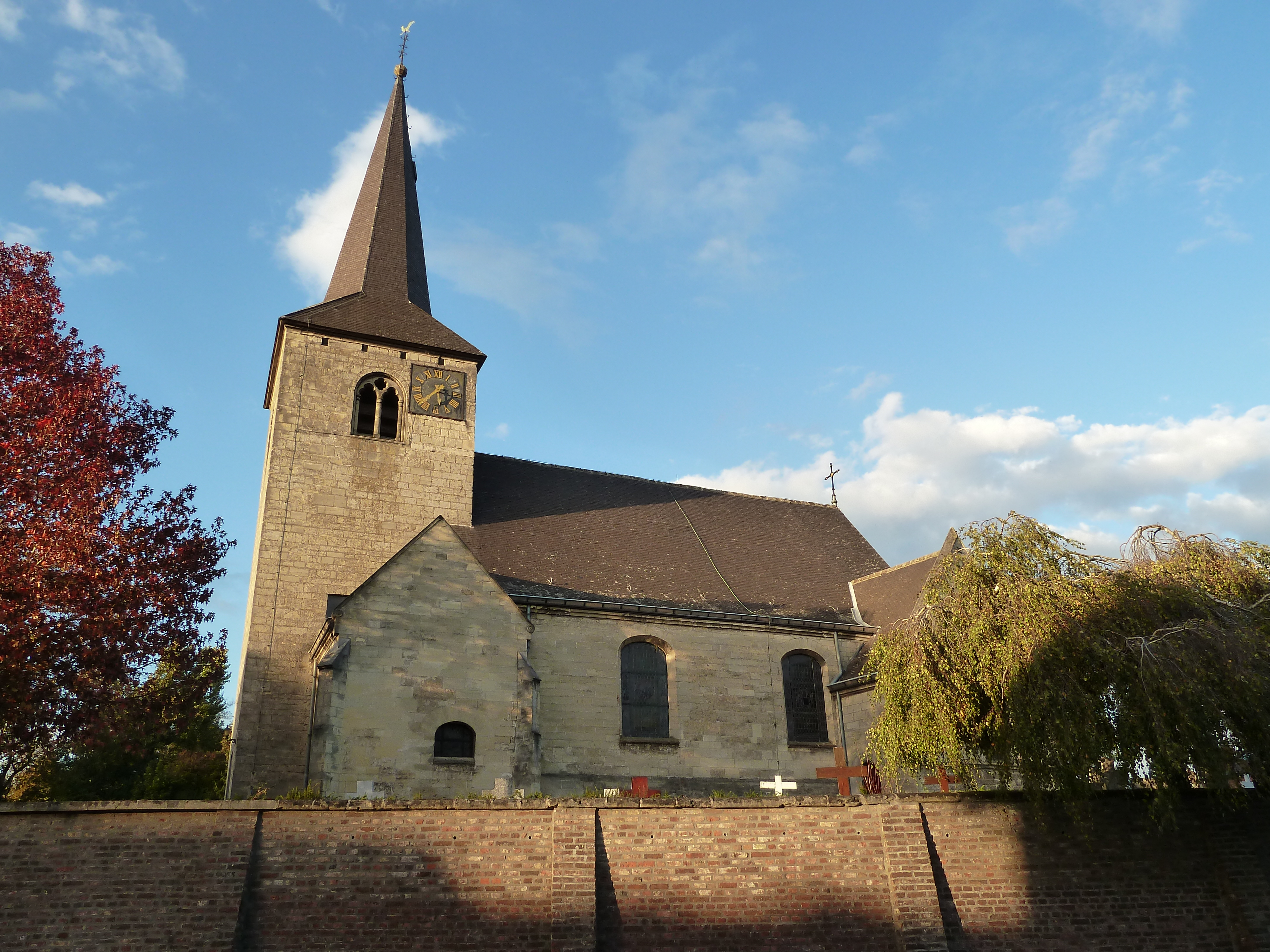